# Deng Qingming
Deng Qingming (chinois simplifié : 邓清明 ; pinyin : Dèng Qīngmíng) est un pilote de chasse de la Force aérienne chinoise chinois, sélectionné en tant qu'astronaute en 1998, dans la première sélection chinoise. Il est né dans la province du Jiangxi en Chine le 16 mars 1966.

## Missions
Il a fait partie de l'équipage doublure de Shenzhou 11 en 2016.
Deng Quingming est le dernier astronaute actif de la sélection chinoise de 1996 à voler.
Il participe à la mission Shenzhou 15 en novembre 2022.